# Nuova Rivista Storica
Die Nuova Rivista Storica (Abkürzung NRS) ist eine italienische Fachzeitschrift für die Geschichtswissenschaften. Sie wurde 1917 von Corrado Barbagallo gegründet und von der Società editrice Dante Alighieri in Mailand herausgegeben.
Die Redaktion bestand neben Barbagallo aus Antonio Anzillotti, Guido Porzio und Ettore Rota, anfangs auch  Gioacchino Volpe. Trotz des ungünstigen Gründungszeitpunkts am Ende des Ersten Weltkriegs erfreute sich die Zeitschrift zahlreicher Kontribuenten und Abonnenten. Mit dem Eintritt des venezianischen Historikers Gino Luzzatto im Jahr 1930 und von Piero Pieri veränderte sich die Ausrichtung stärker Richtung Wirtschafts- und Sozialgeschichte, zugleich sah sie sich, vor allem ab 1932, verstärkt Anfeindungen der faschistischen Regierung ausgesetzt. Zwar musste der Umfang der NRS bis Kriegsende reduziert werden, doch erschien sie weiterhin. 1942 bis 1945 musste Gino Luzzatto aufgrund der italienischen Rassengesetze die Redaktion verlassen, kehrte jedoch nach Kriegsende zurück. 1952–63 war er Direktor der Zeitschrift.
1952 starb Corrado Barbagallo, 1958 Guido Porzio. Neben Luzzatto beteiligten sich Domenico Demarco, Piero Pieri und Nino Valeri, doch musste Luzzatto 1963 aus Krankheitsgründen zurücktreten. Die Leitung übernahm nun Giuseppe Martini, Professor für Mediävistik an der Universität Mailand (1964–1979). Den Druck besorgte Silvano Spinelli, der am 28. Dezember 2002 verstarb, dem aber sein Sohn Mauro folgte.
Auf Giuseppe Martini folgte Alberto Boscolo, der jedoch nach der Übernahme einer mediävistischen Professur in Rom Mailand verließ und die Redaktionsleitung abgab. Diese übernahm Gigliola Soldi Rondinini († 2020), ebenfalls eine Mediävistin, der als Mitstreiter Eugenio Di Rienzo von der römischen Sapienza zur Seite stand und der nun die Leitung übernommen hat.
Neben der eigentlichen Zeitschrift gibt die NRS die Biblioteca di Nuova Rivista Storica heraus, eine Folge von Monographien. Der Rezensionsteil erscheint seit 2013 auch im Open Access auf der Rezensionsplattform Recensio.net.